# Леобен
Лео́бен (нем. Leoben — Любин) — старинный город в Австрии, в федеральной земле Штирия, центр одноимённого округа. Город расположен на берегу реки Мур. Город делится на 6 районов.
Площадь города составляет 107,77 км², население — 24 189 человек (1 января 2021), плотность населения — 227 чел./км².

## История

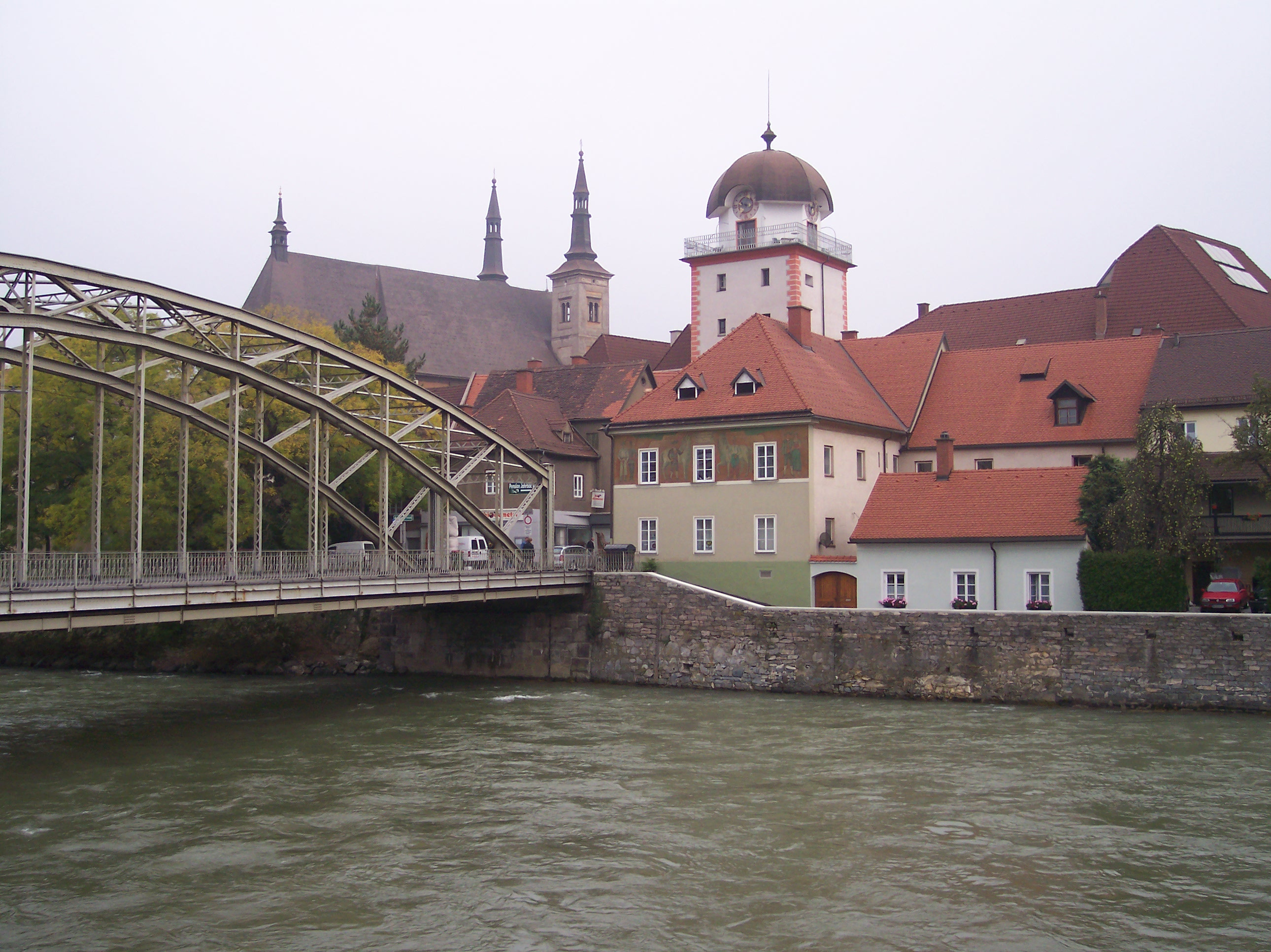
Набережная реки Мур в Леобене

Впервые населённый пункт с наименованием Люпина упоминается в летописях под 904 годом. В 1261 году герцог Штирии и король Чехии Пржемысл Оттокар II даровал Леобену городское право. Позднее город стал центром горнодобывающей промышленности Штирии, выдержал турецкие набеги XV века, а в начале XVI века стал одним из центров Реформации в Штирии. Позднее, однако, протестанты были изгнаны из города, а в 1660—1665 годах был построен величественный католический собор в честь Франциска Ксаверия, одного из основателей ордена иезуитов.
В 1797 году в Леобене было заключено перемирие между главнокомандующими австрийскими и французскими войсками, которое легло в основу Кампо-Формийского мирного договора с Наполеоном I. C 1782 по 1859 годы Леобен был центром римско-католического епископства, включавшего территорию Верхней Штирии, но в 1859 году Леобенское епископство было упразднено и вошло в состав диоцеза Секау—Граца.
В 1938 году коммуна Донавиц присоединилась к Леобену.
В районе Донавиц на металлургическом заводе в 1952 году был впервые испытан вариант конвертерного производства Линц-Донавиц.

## Достопримечательности

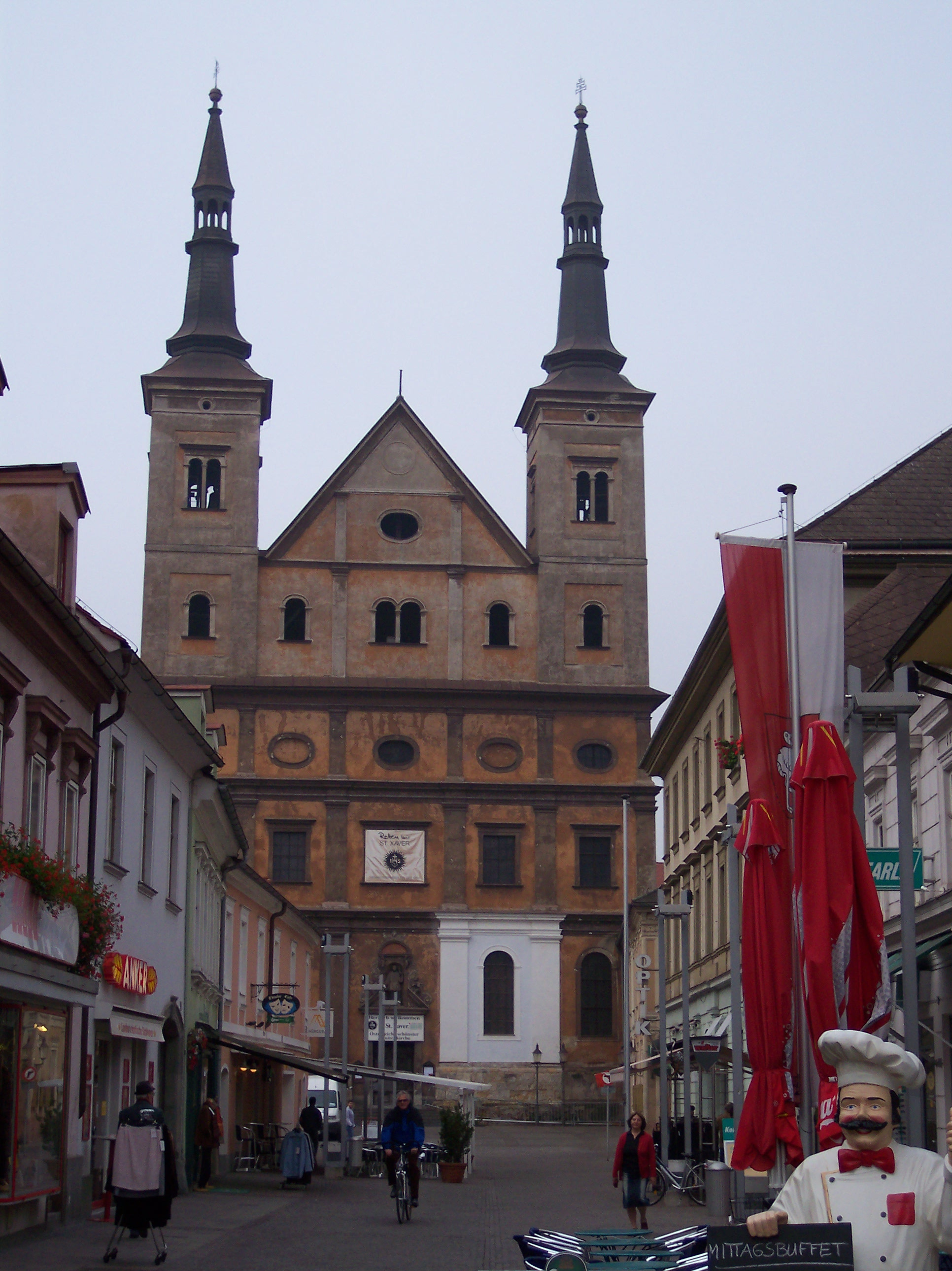
Церковь Св. Ксаверия в Леобене

- Церковь Св. Франциска Ксаверия
- Старая ратуша
- Новая ратуша
- Аббатство Гёсс
- Церковь Св. Якоба (1188)
- Леобенский университет

## Промышленность
- Металлургический комбинат Voestalpine AG
- Лесоперерабатывающий комбинат Mayr-Melnhof Holz GmbH
- Пивоваренный завод Gösser
- Логистическая компания CVR Spedition & Lagerlogistik GmbH
- Системный интегратор KNAPP Systemintegration GmbH, партнер логистического ходинга KNAPP

## Население
| Год  | Численность |
| ---- | ----------- |
| 1869 | 11062       |
| 1889 | 14129       |
| 1890 | 17900       |
| 1900 | 25529       |
| 1910 | 29462       |
| 1923 | 32535       |
| 1934 | 31112       |
| 1939 | 33471       |
| 1951 | 35653       |
| 1961 | 36259       |
| 1971 | 35598       |
| 1981 | 31989       |
| 1991 | 28897       |
| 2001 | 25804       |
| 2011 | 24598       |
| 2021 | 24189       |

## Политическая ситуация
Бургомистр коммуны — Маттиас Конрад (СДПА) по результатам выборов 2020 года.
Совет представителей коммуны (нем. Gemeinderat) состоит из 31 места.
- СДПА занимает 16 мест.
- Партия Volkspartei Leoben занимает 5 мест.
- КПА занимает 5 места.
- АПС занимает 2 места.
- Зелёные занимают 2 место.
- Независимый список граждан- 1

## Города-побратимы
- Сюйчжоу, Китай (1994)